# Bett1 Open 2022
Il Bett1 Open 2022 è stato un torneo femminile di tennis giocato sull'erba. È stata la 98ª edizione del torneo che fa parte della categoria WTA 500 nell'ambito del WTA Tour 2022. Si è giocato nella Rot-Weiss Tennis Club di Berlino in Germania dal 13 al 19 giugno 2022.

## Partecipanti

### Teste di serie
| Nazionalità | Giocatrice        | Ranking* | Testa di serie |
| ----------- | ----------------- | -------- | -------------- |
| Tunisia     | Ons Jabeur        | 4        | 1              |
| Grecia      | Maria Sakkarī     | 5        | 2              |
|             | Aryna Sabalenka   | 6        | 3              |
| Rep. Ceca   | Karolína Plíšková | 7        | 4              |
| Spagna      | Garbiñe Muguruza  | 10       | 5              |
|             | Dar'ja Kasatkina  | 12       | 6              |
| Stati Uniti | Coco Gauff        | 13       | 7              |
| Svizzera    | Belinda Bencic    | 17       | 8              |

* Ranking al 6 giugno 2022.

### Altre partecipanti
Le seguenti giocatrici hanno ricevuto una wild card per il tabellone principale:
- Anna Kalinskaja
- Jule Niemeier

Le seguenti giocatrici sono entrate in tabellone usando il ranking protetto:
- Bianca Andreescu
- Karolína Muchová

Le seguenti giocatrici sono passate dalle qualificazioni:

- Anastasija Gasanova
- Léolia Jeanjean
- Tamara Korpatsch
- Alycia Parks
- Daria Saville
- Wang Xinyu

### Ritiri
Prima del torneo
- Viktoryja Azaranka → sostituita da  Kaia Kanepi
- Paula Badosa → sostituita da  Aljaksandra Sasnovič
- Danielle Collins → sostituita da  Ljudmila Samsonova
- Leylah Fernandez → sostituita da  Ekaterina Aleksandrova
- Sofia Kenin → sostituita da  Veronika Kudermetova
- Madison Keys → sostituita da  Kateřina Siniaková
- Anett Kontaveit → sostituita da  Andrea Petkovic
- Jessica Pegula → sostituita da  Anhelina Kalinina
- Elena Rybakina → sostituita da  Ann Li
- Iga Świątek → sostituita da  Alizé Cornet

## Partecipanti al doppio

### Teste di serie
| Nazione     | Giocatrice         | Nazione   | Giocatrice         | Ranking | Testa di serie |
| ----------- | ------------------ | --------- | ------------------ | ------- | -------------- |
| Australia   | Storm Sanders      | Rep. Ceca | Kateřina Siniaková | 20      | 1              |
| Canada      | Gabriela Dabrowski | Messico   | Giuliana Olmos     | 20      | 2              |
| Stati Uniti | Asia Muhammad      | Giappone  | Ena Shibahara      | 43      | 3              |
| Cile        | Alexa Guarachi     | Slovenia  | Andreja Klepač     | 46      | 4              |

* Ranking al 6 giugno 2022.

### Altre partecipanti
La seguente coppia di giocatrici ha ricevuto una wild card per il tabellone principale:
- Bianca Andreescu /  Sabine Lisicki
- Jule Niemeier /  Andrea Petković

La seguente coppia è subentrata in tabellone come alternate:
- Han Xinyun /  Aleksandra Panova

### Ritiri
Prima del torneo
- Natela Dzalamidze /  Kamilla Rachimova → sostituite da  Kaitlyn Christian /  Lidzija Marozava
- Desirae Krawczyk /  Demi Schuurs → sostituite da  Anna Kalinskaja /   Desirae Krawczyk
- Veronika Kudermetova /  Aryna Sabalenka → sostituite da  Han Xinyun /  Aleksandra Panova

## Punti e montepremi
| Torneo    | Torneo              | V   | F   | SF  | QF  | 2T | 1T | Q  | Q3 | Q2 | Q1 |
| Singolare | Punti               | 470 | 305 | 185 | 100 | 55 | 1  | 25 | 18 | 13 | 1  |
| Singolare | Premi in denaro (€) |     |     |     |     |    |    | –  |    |    |    |
| Doppio    | Punti               | 470 | 305 | 185 | 100 | -  | 1  | –  | –  | –  | –  |
| Doppio    | Premi in denaro (€) |     |     |     |     | -  |    | –  | –  | –  | –  |

## Campionesse

### Singolare
Ons Jabeur ha sconfitto in finale  Belinda Bencic con il punteggio di 6–3, 2–1 rit.
- È il secondo titolo stagionale per la Jabeur, il terzo della carriera.

### Doppio
Storm Sanders /  Kateřina Siniaková hanno sconfitto in finale  Alizé Cornet /  Jil Teichmann con il punteggio di 6–4, 6–3.